# 파커스
파커스(Pakers Co. Ltd.)는 대한민국의  프린터 부품 기업이다. 본사는 충청남도 천안시 서북구 성거읍 천흥 8길 49에 위치해 있으며 대표이사는 박창식이다.

## 사업
HP에 제품 공급을 하고 있으며 LED 파장을 이용한 헬스•뷰티케어 제품을 개발하였고 '알록' 브랜드를 통해 헬스케어 분야로 새로운 성장을 모색하고 있다
대진디엠피에서 현재의 사명으로 변경하였다

## 역사
2024년 서울 서초구에 위치한 사옥을 690억원에 매각하였다

## 참고 문헌
1. ↑  김유진, 한국IR협의회 기술분석보고서-파커스, 2022.03.31[깨진 링크(과거 내용 찾기)]
2. ↑  박창식 대표 "알록, 헬스케어 대표 브랜드 도약", 이데일리, 2022-08-01
3. ↑  윤정일, (더 컴퍼니) 대진디엠피에서 사명 바꾼 LED조명기업 '파커스', 전기신문, 2019년 9월 20일
4. ↑  박지혜, 파커스 주가, 상한가 기록... 690억 규모 유형자산 양도 '웃음꽃', 금강일보, 2024.11.21